# Allianz Technology
Die Allianz Technology SE, bis 24. April 2016 Allianz Managed Operations & Services (AMOS), zuvor Allianz Shared Infrastructure Services SE, mit Sitz in München ist die global operierende Shared-Services-Gesellschaft der Allianz SE. Mit ihrer Zentrale in München ist die Allianz Technology in 55 Ländern mit Niederlassungen vertreten. Die Allianz Technology erbringt für die Allianz-Gesellschaften Dienstleistungen in den Bereichen IT, Operations und Services. Bei der Allianz Technology sind rund 11.500 Mitarbeiter beschäftigt.

## Geschichte
Im Januar 1998 wurde die Allianz Gesellschaft für Informatik Service mbH (AGIS) durch die Auslagerung und den Zusammenschluss von drei internen IT-Einheiten aus den deutschen Unternehmensbereichen Sach-, Leben- und Krankenversicherungen gegründet. Als Firmensitz wurde Unterföhring gewählt. Darüber hinaus war das Unternehmen mit sieben weiteren Standorten in Deutschland vertreten.
Im Rahmen der Übernahme der Dresdner Bank durch die Allianz begann ab dem 1. Januar 2002 die Zusammenarbeit zwischen der AGIS und der Dresdner-Bank-Tochter DREGIS (Dresdner Global IT-Services Gesellschaft mbH). Im Mai 2003 wurde rückwirkend zum 1. Januar 2003 der Zusammenschluss der beiden IT-Dienstleistungsgesellschaften vollzogen. Die AGIS verkaufte 2005 ihre Niederlassung Singapur an einen externen Provider. Im Februar 2006 wurden sieben Rechenzentren in Deutschland geschlossen und die Großrechner in München zentralisiert. Im Juli 2007 wurde die AGIS in Allianz Shared Infrastructure Services GmbH (ASIC) umfirmiert. Die ASIC hatte einen europäischen Konsolidierungsauftrag der Allianz-Gruppe und integrierte schrittweise die IT-Infrastrukturen der europäischen Allianz-Gesellschaften. Am 31. Oktober 2008 wurde die Umwandlung der GmbH in eine Europäische Aktiengesellschaft (Societas Europaea) wirksam. Mit der neuen Gesellschaftsform wurde der Ausbau des internationalen Geschäftes forciert. Im Januar 2010 hat ASIC die ersten ausländischen Niederlassungen in Großbritannien und Irland in Betrieb genommen. Anfang Februar 2010 wurde eine Geschäftsstelle in den Niederlanden eröffnet, im Mai 2010 folgte eine Niederlassung in Belgien. Im Mai 2010 wurde die ASIC im Zuge des Aufbaus eines global agierenden Shared-Services-Dienstleisters für die Allianz-Gruppe in Allianz Managed Operations & Services SE (AMOS) umfirmiert. Die Tätigkeiten der ehemaligen ASIC gingen in die AMOS über und wurden erweitert. Im Juni und Juli 2011 wurden Niederlassungen in Österreich und der Schweiz gegründet. Es folgten Niederlassungen in Singapur (September 2011) und Indien (August 2012) sowie Thailand (2015).

## Unternehmensstruktur
Im Mai 2013 waren rund 1.800 Mitarbeiter an den Standorten München, Frankfurt am Main und Stuttgart beschäftigt. Zum selben Zeitpunkt arbeiteten in den Niederlassungen rund 500 Mitarbeiter für die Allianz Technology. Die Allianz Technology ist als Societas Europaea (Europäische Aktiengesellschaft) eine 100%ige Tochter der Allianz SE. Der Geschäftsbereich IT umfasst Services für die Allianz-Ländergesellschaften, zum Beispiel im Bereich der Kernversicherungssysteme oder der Arbeitsplatzhard- und -software. Der Geschäftsbereich Operations unterstützt Aktivitäten zur Umsetzung des Allianz-Betriebsmodells und betreibt die interne Beratungseinheit der Allianz. Im Bereich Services liegt der Schwerpunkt auf administrativen Dienstleistungen wie z. B. Einkauf, Real Estate und Financial Services.